# Kathrine Switzer
Kathrine Virginia "Kathy" Switzer (Amberg, 5 de janeiro de 1947) é uma ex-maratonista alemã que entrou para a história por ser a primeira mulher a participar da Maratona de Boston, em 1967, numa época em que apenas os homens podiam integrar quaisquer provas de rua no país.
Kathrine Switzer tornou-se comentadora televisiva, continuou a lutar pela igualdade de género (lançou a fundação 261 Fearless).
No período que ocorreu o fato Kathrine cursava jornalismo na Universidade de Syracuse, localizada em Syracuse- Nova Iorque (Estados Unidos).
Quando jovem, prestes a entrar no ensino médio, Kathrine relata que seu pai propunha a ela a ideia de não ser cheerleader ( líder de torcida) na escola. Switzer relata “Nunca me esquecerei desse dia. Meu pai me olhou nos olhos e disse: ‘Você não quer ser uma cheerleader. Torcedores torcem por outras pessoas, você quer é que torçam por você. A vida é participar, não assistir’.
Foi também a atleta que ajudou a oficializar, em 1972, a criação da categoria feminina na Maratona de Boston. Após isso o o número de cobranças sobre o Comitê Olímpico para que a maratona olímpica tivesse a participação de mulheres, e, no ano de 1984, nos Jogos Olímpicos de Los Angeles, isso se concretizou. Nos dias atuais o cenário é diferente, não ocorre uma diferença que divide o número de participantes homens e mulheres em uma maratona. Na ultima edição da Maratona de Boston, em 2018, dos 25.831 totais, 11.628 eram mulheres, entre 18 e 39 anos de idade.
Katherine afirma ter encontrado muitas vezes Jock Semple (corredor escocês-americano, fisioterapeuta, treinador e oficial de esportes que tentou impedir Katherine de correr na Maratona de Boston) após o episódio em Boston, no entanto o homem nunca lhe pediu desculpas formais. Switzer relata não ter guardado rancor de Jock. Semple foi derrotado por um câncer em maio de 1988, e Kathrine foi uma das últimas pessoas a visitá-lo no hospital.
Quando me viram, os fotógrafos começaram a gritar “tem uma garota na corrida!” Eu não estava tentando me esconder de maneira nenhuma, pelo contrário, eu estava tão orgulhosa de mim mesma que usava até batom. Jock era conhecido por seu temperamento violento.Terminei em torno de 4h20m' relata a jornalista.
Em 1970, Kathrine entrou na área de transmissões esportivas. Já participou como comentarista de mais de 200 grandes provas ( dentre elas, as Maratonas de Boston e Nova York).
Kathrine Switzer tornou-se comentadora televisiva, continuou a lutar pela igualdade de gênero (lançou a fundação 261 Fearless). Provar e estimular que mulheres podem correr são especialidades de jornalista; além disso segue dando palestras ao redor do mundo compartilhando suas experiências.
Como atleta correu 35 maratonas, criou programas esportivos para mulheres em 27 países, viaja o mundo promovendo corridas e caminhadas femininas, escreveu o livro “Mulher de Maratona” e integra, desde 2011, o seleto grupo pertencente à calçada da fama das mulheres dos Estados Unidos.

## Principais Resultados
| Ano  | Competição            | Local                 | Posição de Chegada | Tempo   | Notas                | Ref.  |
| ---- | --------------------- | --------------------- | ------------------ | ------- | -------------------- | ----- |
| 1974 | Maratona de Nova York | Nova York             | Primeiro           | 3:07:29 |                      | [ 2 ] |
| 1975 | Maratona de Boston    | Boston, Massachusetts | Segundo            | 2:51:37 | Melhor tempo pessoal | [ 3 ] |